# Греческий народно-освободительный флот
Греческий Народный Освободительный Флот (ЭЛАН, греч. Ελληνικό Λαϊκό Απελευθερωτικό Ναυτικό, ΕΛΑΝ) — греческий партизанский флот, действовавший в годы Второй мировой войны в водах оккупированной Греции.

## История создания
ЭЛАН возник в рамках партизанской армии ЭЛАС в прибрежных районах перешедших под контроль греческих партизан.
Предпосылками создания партизанского флота в годы оккупации были как география страны, так и боевые морские традиции греческого народа.
Греческий партизанский флот не имел аналогов в оккупированной Европе, за исключением флота югославских партизан в Далмации (см. Народно-освободительная армия Югославии — Военно-морской флот партизан).
В греческих водах действовали также корабли других организаций, находившихся в контакте с эмиграционным правительством. Но эти организации были заняты в основном отправкой офицеров и других добровольцев в греческие воинские части на Ближнем Востоке и, как следствие, их корабли именовались «кораблями бегства».
В отличие от них корабли ЭЛАН вели морскую партизанскую войну.
Первоначально военные действия греческих партизан на море были ограничены и были направлены в основном на снабжение с моря партизанских отрядов продовольствием, снабжением и боеприпасами, а также переброской партизанских групп через Коринфский залив. Самой значительной акцией ЭЛАН на первом этапе его действий было освобождение 18 июля 1943 года 60 коммунистов, сосланных ещё диктатурой генерала Метаксаса с острова Агиос Эвстратиос. После освобождения, эта группа была переброшена на побережье Эгейской Македонии.
Таким же образом были освобождены и вывезены греческие коммунистки с острова Кимолос.
Действия партизанского флота ЭЛАН стали более активными после выхода из войны Италии. Корабли и плавсредства греческого партизанского флота, во избежание пленения итальянцев немцами, взяли на себя переброску итальянских гарнизонов с острова Эвбея в материковый регион Локрида, с острова Скиатос на гору Пелион (см. Разоружение дивизии Пинероло), с острова Китира на побережье Элиа, Лакония и др. Одной из основных целей этих операций была передача итальянского оружия в руки греческих партизан.
Этот период стал периодом официального становления ЭЛАН в роли военного флота партизанской армии ЭЛАС.

## Партизанский флот
В марте 1944 года партизанский флот был приказом генштаба ЭЛАС организован в 4 «эскадры» и 1 отдельную флотилию:
1-я эскадра Пелопоннеса-Закинфа,
2-я эскадра Западной Средней Греции и Ионических островов,
3-я эскадра Эвбейского — Саронического — Коринфского заливов,
4-я эскадра Пелиона и Пагаситического залива и
отдельная флотилия залива Малиакос.
Позже, в апреле 1944 года, приказом Генерального штаба ЭЛАС, который подписал Велухиотис, Арис, при Группе дивизий Македонии были организованы ещё 2 эскадры
5-я эскадра с зоной ответственности побережье от устья реки Стримонас — до города Александруполис, оккупированного болгарами региона Восточная Македония и Фракия, под командованием капитана С. Спиндзоса (псевдоним капитан Фуртунас) и в тактическом подчинении 6-й дивизии ЭЛАС.
6-я эскадра Термаикос (залив) — полуостров Халкидики, Центральная Македония, в тактическом подчинении 11-й дивизии ЭЛАС
а также отдельные флотилии
- Арголического залива
- острова Хиос
- острова Лесбос

С весны 1944 года и до освобождения страны, эскадры ЭЛАН произвели ряд успешных операций против оккупационных сил, результатом которых, кроме прочего, стало обеспечение партизанских соединений оружием боеприпасами и топливом.
Одной из самых успешных операций этого рода стала операция, получившая в истории греческого Сопротивления имя «абордаж в Лесини».

## Абордаж в Лесини
Операция была произведена экипажем шхуны «Агиос Димитриос» («Святой Дмитрий») из 2-й эскадры ЭЛАН Ионического моря.
7 июля 1944 года моторная шхуна «Святой Дмитрий», с экипажем в 14 моряков, вооружённых лёгким оружием и 1 тяжёлым пулемётом, патрулировала в лабиринте заливов региона Этолия и Акарнания.
«Святой Дмитрий» попытался атаковать немецкую шхуну, шедшую на остров Лефкас, но немцы отстреливались зенитным орудием.
Появление 3-х скоростных немецких катеров вынудило «Святого Дмитрия» спрятаться в устье реки Ахелоос.
С этой позиции «Святой Дмитрий» обнаружил гружённую немецкую шхуну, шедшую на остров Лефкас. Опередив немцев и высадив пулемётный расчёт на островке Макропула, партизаны открыли пулемётный огонь по проходившей немецкой шхуне с дистанции 150 метров.
Остановившаяся немецкая шхуна была взята на абордаж моряками «Святого Дмитрия». Никто из немецких моряков не выжил. Немецкая шхуна была отбуксирована в Родиа. Мачты были спилены, шхуна была замаскирована кустарниками, во избежание авиационной атаки. С помощью населения, 80 тонн груза взрывчатки были немедленно выгружены и отправлены на мулах в горы.
Трофеи были более чем значительные:
- 5000 противотанковых мин
- 10000 противопехотных мин
- другие взрывные материалы

В результате этой операции ЭЛАС перестал зависеть от воли англичан в снабжении минами и взрывчаткой, накануне военного столкновения с английской армией.
Через несколько дней после операции англичане попытались выкупить груз, предложив 1 золотой Фунт стерлингов за мину. Предложение было отклонено.

## Гибель «Святого Дмитрия»
С начала июля 1944 года немцы проводили зачистку острова Кефалиния от партизан ЭЛАС. После боёв с превосходящими силами и в силу малого размера острова, штаб ЭЛАС Кефалинии решил для спасения своих окружённых отрядов спрятать тяжёлое оружие и дал команду партизанам рассеяться и прятаться вокруг своих деревень. Сам штаб и те из партизан чьё пребывание на острове было невозможным ожидали переброску на материк (Этолия и Акарнания) плавсредствами ЭЛАН.
Немцы установили кордон как на побережье острова, так и на побережье Этолии-Акарнании. 19 июля «Святой Дмитрий» принявший на борт кефалонийских партизан и их штаб попал в засаду на побережье материка и был потоплен. По разным источникам погибло от 21 до 26 партизан ЭЛАС и моряков ЭЛАН, включая расстрелянных раненных, выбравшихся на берег и попавших в плен.

## На полуострове Халкидики
Деятельность ЭЛАН в регионах Центральная Македония и Восточная Македония и Фракия началась в апреле 1943 года.
Организованная впоследствии 6-я эскадра базировалась первоначально в Иериссосе, полуостров Халкидики, но позже база была переведена для безопасности на островок Аммулиани, Афон.
Флотилия, ядром которой были корабли «Халкидики», «Тасос» и «Аммулиани», контролировала побережье полуострова Халкидики и постепенно расширила свой контроль на северную часть Эгейского моря.
ЭЛАН полуострова Халкидики вынудил немецкий гарнизон в Акратоне оставить свою позицию, где моряки ЭЛАН водрузили греческий флаг. 12 мая моряки эскадры взяли на абордаж мобилизованный теплоход «Святой Николай», где кроме оружия была захвачена 1 тонна динамита.
Динамит был перевезен в Стратони, Халкидики, где 2 бывших советских военнопленных, бежавших к греческим партизанам, наладили производство гранат.
В конце мая 1944 года моряки эскадры захватили буксир «Зефир», который и вооружили. Была создана вторая флотилия в составе 5 кораблей. Был взят на абордаж немецкий корабль «Адольф», который был переименован в «Холомонтас». Эскадра почти сразу после этого захватила ещё 4 судна.
В результате, в июле 1944 года, эскадра создала свою 3-ю флотилию. Был также организован плавучий лазарет на корабле «Агиос Димитриос». До конца августа 1944 года моряками эскадры были захвачены ещё 15 судов, мобилизованных немцами, с оружием и припасами на борту.
29 августа, корабли эскадры перехватили в 15 милях от монастыря Великая Лавра танкер с 150 тонн бензина, а также значительного груза мазута и масел на борту. Благодаря этому успеху моряков ЭЛАН, 11-я дивизия ЭЛАС на полуострове Халкидики разрешила свои проблемы с топливом и передала часть топлива соседним дивизиям. Генерал Бакирдзис, Эврипидис заявил по этому поводу: благодаря ЭЛАН мы смогли привести в действие свою автомобильную технику, направляясь к столице Македонии, городу Фессалоники, где и приняли участие в параде победы, после освобождения города силами ЭЛАС.
25 сентября 1944 года состоялся морской бой между кораблями эскадры и немецкой флотилией у островков Элефтеридес, северо-восточнее Стратони.
Немецкая флотилия в составе 2-х мобилизованных судов и 1-го охотника (Охотник за подводными лодками) шла с острова Лемнос, имея на борту 500 солдат вермахта.
Со стороны ЭЛАН в бою приняли участие, уступавшие немецким в вооружении, корабли «Тасос», «Ν.5», «Халкидики», «Лаократиа» и «Холомонтас». Буксир «Зефирос» оставался в резерве, за островками.
Бой длился около 3-х часов. В начале боя победа вырисовывалась за немцами, благодаря тяжёлому вооружению немецкого охотника. Только после того как «Халкидики» и «Лаократиа», на полной располагаемой скорости, пошли под огнём на таран и абордаж, немецкий охотник отступил. При преследовании выстрел зенитного орудия охотника нанёс повреждение двигателю «Холомонтаса», что дало возможность немецким кораблям укрыться в гавани Ставрос, на македонском побережье.
Согласно рапорта ЭЛАН, немцы потеряли в этом бою 25 человек убитыми и 60 раненными, в то время как потери ЭЛАН ограничились 1 убитым и 3 раненными.

## Флотилия Арголического залива
Флотилия начала свою деятельность 21 октября 1943 года захватом возле острова Идра немецких судов с продовольствием и боеприпасами для гарнизонов на острове Крит. В течение 8 месяцев флотилия захватила 72 мобилизованных немцами судов и плавсредств. 4 июня 1944 года морские пехотинцы флотилии, под командованием капитана Г.Корилиса, убили в Тризинии 40 из 60 немецких солдат принявших участие в бою. После всех этих событий оккупационные власти предприняли масштабные карательные операции в июне 1944 года, высадившись на островах Порос, Идра, Спеце и блокировав побережье Пелопоннеса напротив островов. Сотни жителей были отправлены в концлагеря в Коринфе и в Концентрационный лагерь Хайдари.
Капитан Корилис был опознан и был в числе повешенных на острове Спеце.

## Декабрь 1944 года
Во время декабрьского военного столкновения ЭЛАС с британскими войсками, ЭЛАН принял участие в переброске морем партизанских сил, боеприпасов и продовольствия. На декабрь 1944 года ЭЛАН насчитывал 1200 моряков.
После Варкизского соглашения, отдельным протоколом этого соглашения, все корабли, плавсредства и оружие ЭЛАН были переданы греческому правительству, в рамках разоружения ЭЛАС 28 февраля 1945 года.

## Память
- Памятник морякам ЭЛАН воздвигнут в городке Антикира, Коринфский залив.
- Песня, которая исполняется в наши дни и известна под именем «Гимн ЭЛАН» относиться к 3-й эскадре. Стихи были написаны Ф. Лампсидисом в мае 1944 года. Многими годами позже греческий композитор и участник Сопротивления Теодоракис, Микис написал к ней музыку. Песню впервые исполнил в 1976 году Папаконстантину, Василис[12].